# タラゴナ市国際音楽作品賞
タラゴナ市国際音楽作品賞(Premi Internacional de Composició Musical Ciutat de Tarragona)は、かつてスペイン・カタルーニャ州タラゴナ県タラゴナで開催されていた国際作曲コンクール。要項は英語、ドイツ語、スペイン語、カタルーニャ語、フランス語の5ヶ国語で作成された。

## 特色
人数3人までのソリストを含む協奏曲、あるいはソリストを含まない交響作品の公募を行っていた国際作曲コンクールであった。1999年までの賞金は第一位1000000ペセタ、第二位500000ペセタであった。1999年に単独優勝制度に改められたため、賞金が12000ユーロをやや上回った。2004年は通貨切り替えに伴い端数が出て賞金は12021ユーロであった。2010年度の演奏時間は20分以下で、賞金は12000ユーロであった。
1993年に初開催され、1996年に国際音楽コンクール世界連盟に加盟した。しかし、通常の3管編成以内の何の変哲もないオーケストラ作品の公募のため、コンクール周遊組が必然的に居座る結果となってしまい、2011年以後に休会が宣言され、以後タラゴナ市からの公式の発表はない。コンクール事務局や公式Webも消滅した。

## 入賞者一覧
- 1993年 Alejandro Civilotti第一位 Jean Gabriel Vincent Paulet第二位[8][9]
- 1994年 Robert Patterson第一位 Agustí Charles Soler第二位[10]
- 1995年 Yang Yong第一位 Lance R. Hulme第二位[11]
- 1996年 Agustí Charles Soler第一位 中村寛第二位[12]
- 1997年 中村寛第一位 Antonio Priolo第二位[13]
- 1998年 Jean-Michel Gillard第一位 Charles Norman Mason第二位[14]
- 1999年 Thomas Ingoldsby[15][16](単独優勝のみに授与するルールへ変更)
- 2000年 Sergio Blardony Soler[17]
- 2001年 Carlos Satué Ros[18]
- 2002年 ルカ・ベルカストロ[19][20][21]
- 2003年 Andrés Luis Maupoint Alvarez（ドイツ語版）
- 2004年 パオロ・ボッジョ[22]
- 2005年 Eduardo Soutullo García（英語版）
- 2006年 José Luis Campana（フランス語版）
- 2007年 Musheng Chen[23][24]
- 2008年 Ramón Humet（英語版）
- 2009年 実施せず
- 2010年 Xavier Pagès i Corella（英語版）[25][26]